# Monogramma trichoidea
Monogramma trichoidea là một loài dương xỉ trong họ Pteridaceae. Loài này được J. Sm. ex Hook. mô tả khoa học đầu tiên năm 1864.
Danh pháp khoa học của loài này chưa được làm sáng tỏ. 